# L'abbraccio (Klimt)
L'abbraccio è un dipinto di Gustav Klimt, realizzato tra il 1905 e il 1909.
Fa parte della serie dell'Albero della Vita, opera composta di tre pannelli, realizzata in occasione dell'allestimento della residenza di Bruxelles dell'industriale Adolphe Stoclet.

## Descrizione
Il dipinto è realizzato in "stile aureo", definito in questo modo data la notevole presenza di oro nello sfondo e nel soggetto. Raffigura un uomo e una donna nell'atto dell'abbraccio. L'espressione della giovane donna è di quasi abbandono verso la spalla dell'uomo, girato di spalle. Le decorazioni dei vestiti variano: sulle vesti dell'uomo sono presenti soggetti più grandi e squadrati, in una tunica stilizzata e lineare; la veste della donna invece è ondeggiante e morbida con decorazioni più minute e curate. Lo sfondo si presenta composto da spirali dorate su sfondo giallo-arancione.